# Liste der Bodendenkmäler in Osterhofen
Auf dieser Seite sind die Bodendenkmäler in der niederbayerischen Stadt Osterhofen zusammengestellt. Diese Tabelle ist eine Teilliste der Liste der Bodendenkmäler in Bayern. Grundlage ist die Bayerische Denkmalliste, die auf Basis des Bayerischen Denkmalschutzgesetzes vom 1. Oktober 1973 erstmals erstellt wurde und seither durch das Bayerische Landesamt für Denkmalpflege geführt wird. Die folgenden Angaben ersetzen nicht die rechtsverbindliche Auskunft der Denkmalschutzbehörde.

## Bodendenkmäler der Gemeinde Osterhofen

### Bodendenkmäler in der Gemarkung Aicha a.d.Donau
| Lage                                  | Objekt | Akten-Nr.     | Bild |
| ------------------------------------- | --- | ------------- | ---- |
| Aicha a.d.Donau (Standort)            | Verebnetes Grabenwerk vor- und frühgeschichtlicher Zeitstellung, Siedlungen des Jungneolithikums unter anderem der Münchshöfener und der Altheimer Gruppe, der Schnurkeramik, der späten Bronzezeit, der Urnenfelderzeit, der Eisenzeit, unter anderem der Hallstatt- und Latènezeit sowie des späten Mittelalters. Bestattungsplatz vor- und frühgeschichtlicher Zeitstellung. | D-2-7243-0111 |      |
| Aicha a.d.Donau (Standort)            | Grabhügel vorgeschichtlicher Zeitstellung. | D-2-7243-0204 |      |
| Aicha a.d.Donau (Standort)            | Siedlung des Endneolithikums bzw. der frühen Bronzezeit. | D-2-7243-0205 |      |
| Aicha a.d.Donau (Standort)            | Siedlung der Stichbandkeramik/Gruppe Oberlauterbach und der Altheimer Gruppe. | D-2-7243-0206 |      |
| Aicha a.d.Donau (Standort)            | Siedlung des älteren und mittleren Neolithikums, unter anderem der Linear- und Stichbandkeramik, der Gruppe Oberlauterbach und des Endneolithikums (Chamer Gruppe) bzw. der frühen Bronzezeit, der frühen Latènezeit und der römischen Kaiserzeit. | D-2-7243-0207 |      |
| Aicha a.d.Donau (Standort)            | Siedlung der Linear- und Stichbandkeramik, der Gruppe Oberlauterbach und der späten Latènezeit, Körpergräber des frühen Mittelalters. | D-2-7243-0208 |      |
| Aicha a.d.Donau (Standort)            | Verebnete Grabhügel vor- und frühgeschichtlicher Zeitstellung, unter anderem der mittleren bis späten Bronzezeit. | D-2-7243-0211 |      |
| Aicha a.d.Donau (Standort)            | Verebnete Grabhügel vorgeschichtlicher Zeitstellung. | D-2-7243-0212 |      |
| Aicha a.d.Donau (Standort)            | Verebnete Grabhügel vorgeschichtlicher Zeitstellung. | D-2-7243-0213 |      |
| Aicha a.d.Donau (Standort)            | Siedlung vor- und frühgeschichtlicher Zeitstellung. | D-2-7243-0214 |      |
| Aicha a.d.Donau (Standort)            | Siedlung vor- und frühgeschichtlicher Zeitstellung. | D-2-7243-0215 |      |
| Aicha a.d.Donau (Standort)            | Siedlung des älteren bis mittleren Neolithikums. | D-2-7243-0334 |      |
| Aicha a.d.Donau (Standort)            | Siedlung des Endneolithikums, der Bronzezeit und der Latènezeit. Bestattungsplatz der Schnurkeramik und der römischen Kaiserzeit. | D-2-7243-0377 |      |
| Aicha a.d.Donau (Standort)            | Siedlung vorgeschichtlicher Zeitstellung. | D-2-7243-0384 |      |
| Aicha a.d.Donau Osterhofen (Standort) | Siedlung vorgeschichtlicher Zeitstellung. | D-2-7243-0424 |      |
| Aicha a.d.Donau (Standort)            | Untertägige mittelalterliche und frühneuzeitliche Befunde im Bereich der hochmittelalterlichen Turmhügelburg und der Katholischen Wallfahrtskirche Kreuzauffindung in Haardorf. Siehe auch: Turmhügel Haardorf, Wallfahrtskirche zum Kreuzberg | D-2-7244-0036 |      |
| Aicha a.d.Donau (Standort)            | Verebnete Grabhügel der Hallstattzeit sowie Siedlung der Urnenfelderzeit. | D-2-7244-0037 |      |
| Aicha a.d.Donau (Standort)            | Grabhügel vorgeschichtlicher Zeitstellung. | D-2-7244-0038 |      |
| Aicha a.d.Donau (Standort)            | Untertägige mittelalterliche und frühneuzeitliche Befunde im Bereich der ehemalige Niederaltaicher Ministerialienburg sowie des Kirchhofes und der Katholischen Pfarrkirche Mariä Himmelfahrt in Thundorf. Siehe auch: Turmhügel Thundorf, Mariä Himmelfahrt (Thundorf) | D-2-7244-0039 |      |
| Aicha a.d.Donau (Standort)            | Verebnete Grabhügel vorgeschichtlicher Zeitstellung, unter anderem der Hallstattzeit. | D-2-7244-0040 |      |
| Aicha a.d.Donau (Standort)            | Brandgräber der Urnenfelderzeit. | D-2-7244-0041 |      |
| Aicha a.d.Donau (Standort)            | Siedlung der Urnenfelderzeit. | D-2-7244-0042 |      |
| Aicha a.d.Donau (Standort)            | Siedlung des Neolithikums, der Bronzezeit bzw. Urnenfelderzeit und der (frühen) Latènezeit. | D-2-7244-0043 |      |
| Aicha a.d.Donau (Standort)            | Siedlung der Urnenfelderzeit, der späten Latènezeit und des älteren Mittelalters. | D-2-7244-0047 |      |
| Aicha a.d.Donau (Standort)            | Siedlung der Urnenfelderzeit. | D-2-7244-0048 |      |
| Aicha a.d.Donau (Standort)            | Siedlung der Bronzezeit. | D-2-7244-0049 |      |
| Aicha a.d.Donau (Standort)            | Kleinkastell der frühen römischen Kaiserzeit. Siedlung des Mittelneolithikums, allgemein des Neolithikums, der Latènezeit und des älteren Mittelalters (karolingisch-ottonische Zeit). Siehe auch: Kleinkastell Osterhofen-Haardorf | D-2-7244-0055 |      |
| Aicha a.d.Donau (Standort)            | Verebnete Grabhügel vorgeschichtlicher Zeitstellung. | D-2-7244-0056 |      |
| Aicha a.d.Donau (Standort)            | Siedlung vor- und frühgeschichtlicher Zeitstellung. | D-2-7244-0058 |      |
| Aicha a.d.Donau (Standort)            | Siedlung vor- und frühgeschichtlicher Zeitstellung. | D-2-7244-0059 |      |
| Aicha a.d.Donau (Standort)            | Verebneter Grabhügel vorgeschichtlicher Zeitstellung. | D-2-7244-0060 |      |
| Aicha a.d.Donau (Standort)            | Siedlung vor- und frühgeschichtlicher Zeitstellung. | D-2-7244-0061 |      |
| Aicha a.d.Donau (Standort)            | Verebneter Grabhügel vorgeschichtlicher Zeitstellung. | D-2-7244-0062 |      |
| Aicha a.d.Donau (Standort)            | Verebnete Grabhügel vorgeschichtlicher Zeitstellung. | D-2-7244-0063 |      |
| Aicha a.d.Donau (Standort)            | Siedlung vor- und frühgeschichtlicher Zeitstellung. | D-2-7244-0064 |      |
| Aicha a.d.Donau (Standort)            | Siedlung vor- und frühgeschichtlicher Zeitstellung. | D-2-7244-0065 |      |
| Aicha a.d.Donau (Standort)            | Siedlung vor- und frühgeschichtlicher Zeitstellung. | D-2-7244-0066 |      |
| Aicha a.d.Donau (Standort)            | Siedlung vor- und frühgeschichtlicher Zeitstellung. | D-2-7244-0067 |      |
| Aicha a.d.Donau (Standort)            | Verebneter Grabhügel vorgeschichtlicher Zeitstellung. | D-2-7244-0068 |      |
| Aicha a.d.Donau (Standort)            | Siedlung vor- und frühgeschichtlicher Zeitstellung. | D-2-7244-0069 |      |
| Aicha a.d.Donau (Standort)            | Verebnete Grabhügel vorgeschichtlicher Zeitstellung. | D-2-7244-0070 |      |
| Aicha a.d.Donau (Standort)            | Verebneter Grabhügel vorgeschichtlicher Zeitstellung. | D-2-7244-0071 |      |
| Aicha a.d.Donau (Standort)            | Siedlung vor- und frühgeschichtlicher Zeitstellung. | D-2-7244-0073 |      |
| Aicha a.d.Donau (Standort)            | Siedlung der Bronzezeit. | D-2-7244-0075 |      |
| Aicha a.d.Donau (Standort)            | Verebnetes Grabenwerk und Siedlung vor- und frühgeschichtlicher Zeitstellung. | D-2-7244-0077 |      |
| Aicha a.d.Donau (Standort)            | Siedlung allgemein vorgeschichtlicher Zeitstellung sowie des Mittelalters bzw. der Neuzeit. | D-2-7244-0078 |      |
| Aicha a.d.Donau (Standort)            | Siedlung vor- und frühgeschichtlicher Zeitstellung. | D-2-7244-0079 |      |
| Aicha a.d.Donau (Standort)            | Körpergräber vor- und frühgeschichtlicher Zeitstellung. | D-2-7244-0081 |      |
| Aicha a.d.Donau (Standort)            | Verebnete Grabhügel vorgeschichtlicher Zeitstellung. | D-2-7244-0082 |      |
| Aicha a.d.Donau (Standort)            | Siedlung vor- und frühgeschichtlicher Zeitstellung. | D-2-7244-0083 |      |
| Aicha a.d.Donau (Standort)            | Siedlung und verebneter Graben vor- und frühgeschichtlicher Zeitstellung. | D-2-7244-0084 |      |
| Aicha a.d.Donau (Standort)            | Verebneter Grabhügel vorgeschichtlicher Zeitstellung. | D-2-7244-0085 |      |
| Aicha a.d.Donau (Standort)            | Siedlung vor- und frühgeschichtlicher Zeitstellung. | D-2-7244-0086 |      |
| Aicha a.d.Donau (Standort)            | Siedlung vor- und frühgeschichtlicher Zeitstellung. | D-2-7244-0087 |      |
| Aicha a.d.Donau (Standort)            | Siedlung des Mittel- bis Jungneolithikums. | D-2-7244-0088 |      |
| Aicha a.d.Donau (Standort)            | Siedlung vor- und frühgeschichtlicher Zeitstellung. | D-2-7244-0089 |      |
| Aicha a.d.Donau (Standort)            | Verebneter Grabhügel vorgeschichtlicher Zeitstellung. | D-2-7244-0090 |      |
| Aicha a.d.Donau (Standort)            | Untertägige mittelalterliche und frühneuzeitliche Befunde im Bereich des Kirchhofes und der Katholischen Pfarrkirche St. Thomas in Aicha a. d. Donau. Siehe auch: St. Thomas (Aicha an der Donau) | D-2-7244-0141 |      |
| Aicha a.d.Donau (Standort)            | Untertägige mittelalterliche und frühneuzeitliche Befunde im Bereich des Kirchhofes und der Katholischen Kirche St. Martin in Haardorf. Siehe auch: St. Martin (Haardorf) | D-2-7244-0144 |      |
| Aicha a.d.Donau (Standort)            | Siedlung vor- und frühgeschichtlicher Zeitstellung. | D-2-7244-0221 |      |
| Aicha a.d.Donau (Standort)            | Siedlung des Hoch- und Spätmittelalters. | D-2-7244-0222 |      |
| Aicha a.d.Donau (Standort)            | Siedlung der Bronzezeit und der Hallstattzeit sowie des Hoch- und Spätmittelalters. | D-2-7244-0223 |      |
| Aicha a.d.Donau (Standort)            | Siedlung der Bronzezeit und des Spätmittelalters. | D-2-7244-0224 |      |

### Bodendenkmäler in der Gemarkung Altenmarkt
| Lage                             | Objekt | Akten-Nr.     | Bild |
| -------------------------------- | --- | ------------- | ---- |
| Altenmarkt (Standort)            | Siedlung und verebnetes viereckiges Grabenwerk vor- und frühgeschichtlicher Zeitstellung. | D-2-7244-0091 |      |
| Altenmarkt (Standort)            | Siedlung vor- und frühgeschichtlicher Zeitstellung. | D-2-7244-0093 |      |
| Altenmarkt (Standort)            | Siedlung vor- und frühgeschichtlicher Zeitstellung. | D-2-7244-0094 |      |
| Altenmarkt (Standort)            | Verebnete Grabhügel vorgeschichtlicher Zeitstellung. | D-2-7244-0096 |      |
| Altenmarkt (Standort)            | Verebnetes Grabenwerk mit zwei Gräben vor- und frühgeschichtlicher bzw.mittelalterlicher Zeitstellung. | D-2-7244-0099 |      |
| Altenmarkt (Standort)            | Siedlung vor- und frühgeschichtlicher Zeitstellung. | D-2-7244-0100 |      |
| Altenmarkt (Standort)            | Siedlung vor- und frühgeschichtlicher Zeitstellung. | D-2-7244-0102 |      |
| Altenmarkt (Standort)            | Altstraße vor- und frühgeschichtlicher bzw.mittelalterlich/frühneuzeitlicher Zeitstellung. | D-2-7244-0105 |      |
| Altenmarkt (Standort)            | Siedlung vor- und frühgeschichtlicher Zeitstellung. | D-2-7244-0106 |      |
| Altenmarkt (Standort)            | Verebnete Grabhügel vorgeschichtlicher Zeitstellung. | D-2-7244-0107 |      |
| Altenmarkt (Standort)            | Verebnete Grabhügel vorgeschichtlicher Zeitstellung, unter anderem der Hallstattzeit. | D-2-7343-0163 |      |
| Altenmarkt (Standort)            | Siedlung der Urnenfelder- und Latènezeit. | D-2-7343-0164 |      |
| Altenmarkt (Standort)            | Siedlung der Altheimer Gruppe, der Metallzeiten, unter anderem der Hallstatt- und Latènezeit, sowie der mittleren römischen Kaiserzeit. | D-2-7343-0165 |      |
| Altenmarkt (Standort)            | Siedlung der Münchshöfener und Altheimer Gruppe, der Urnenfelder-, Hallstatt- und Latènezeit. | D-2-7343-0167 |      |
| Altenmarkt (Standort)            | Grabhügel vorgeschichtlicher Zeitstellung. | D-2-7344-0160 |      |
| Altenmarkt (Standort)            | Teilstück der Römerstraße Straubing-Künzing. | D-2-7344-0161 |      |
| Altenmarkt (Standort)            | Verebnetes Grabenwerk des Jungneolithikums, Siedlung der Gruppe Oberlauterbach, des Jung- und Spätneolithikums, der Hallstattzeit sowie allgemein vorgeschichtlicher Zeitstellung und Reihengräber des frühen Mittelalters. | D-2-7344-0163 |      |
| Altenmarkt (Standort)            | Siedlung der frühen, mittleren und späten Bronzezeit und der Latènezeit sowie des frühen Mittelalters. | D-2-7344-0164 |      |
| Altenmarkt (Standort)            | Siedlung der Münchshöfener Gruppe. | D-2-7344-0165 |      |
| Altenmarkt (Standort)            | Siedlung und Bestattungsplatz der Münchshöfener Gruppe, Siedlung der frühen Bronzezeit und der Urnenfelderzeit. | D-2-7344-0166 |      |
| Altenmarkt (Standort)            | Siedlung der Glockenbecherkultur, der frühen und späten Bronzezeit, der Urnenfelderzeit sowie der späten Latènezeit, verebneter Kreisgraben (Grabhügel) und Körpergräber vor- und frühgeschichtlicher Zeitstellung. | D-2-7344-0167 |      |
| Altenmarkt (Standort)            | Körpergräber der mittleren Latènezeit. | D-2-7344-0168 |      |
| Altenmarkt (Standort)            | Verebnete Befestigung des Mittelneolithikums (Stichbandkeramik), Siedlung des jüngeren Neolithikums. | D-2-7344-0169 |      |
| Altenmarkt (Standort)            | Siedlung der Urnenfelder- oder Hallstattzeit. | D-2-7344-0170 |      |
| Altenmarkt (Standort)            | Siedlung der frühen Hallstattzeit. | D-2-7344-0171 |      |
| Altenmarkt (Standort)            | Siedlung des Mittel- und Jungneolithikums (Stichbandkeramik und Altheimer Kultur), der frühen Bronzezeit, der Hallstatt- und frühen Latènezeit sowie des frühen, hohen und späten Mittelalters bzw. der frühen Neuzeit, Keller und Erdstall des hohen Mittelalters. | D-2-7344-0173 |      |
| Altenmarkt (Standort)            | Siedlung der Stichbandkeramik und der Hallstattzeit. | D-2-7344-0174 |      |
| Altenmarkt (Standort)            | Villa rustica der römischen Kaiserzeit. | D-2-7344-0175 |      |
| Altenmarkt (Standort)            | Verebnetes viereckiges Grabenwerk vor- und frühgeschichtlicher Zeitstellung und Siedlung des Neolithikums, vor allem der Badener und Altheimer Kultur, sowie der Bronzezeit und der Eisenzeit, unter anderem der späten Bronzezeit und Urnenfelderzeit, der späten Latènezeit, des frühen Mittelalters sowie allgemein vorgeschichtlicher Zeitstellung. Bestattungsplatz der Urnenfelder- und Latènezeit. | D-2-7344-0179 |      |
| Altenmarkt (Standort)            | Siedlung vorgeschichtlicher Zeitstellung. | D-2-7344-0180 |      |
| Altenmarkt (Standort)            | Siedlung der frühen Bronzezeit, der frühen bis mittleren Latènezeit und der römischen Kaiserzeit sowie allgemein der Metallzeiten. | D-2-7344-0182 |      |
| Altenmarkt (Standort)            | Siedlung des Neolithikums, unter anderem der Chamer Gruppe und der Metallzeiten, unter anderem der Hallstattzeit. | D-2-7344-0186 |      |
| Altenmarkt (Standort)            | Siedlung vor- und frühgeschichtlicher Zeitstellung. | D-2-7344-0187 |      |
| Altenmarkt (Standort)            | Siedlung vor- und frühgeschichtlicher Zeitstellung. | D-2-7344-0188 |      |
| Altenmarkt (Standort)            | Verebnetes Grabenwerk und Siedlung vor- und frühgeschichtlicher Zeitstellung. | D-2-7344-0189 |      |
| Altenmarkt (Standort)            | Siedlung vor- und frühgeschichtlicher Zeitstellung, Körpergräber der Glockenbecherkultur, der frühen Bronzezeit und des frühen Mittelalters. | D-2-7344-0190 |      |
| Altenmarkt (Standort)            | Siedlung vor- und frühgeschichtlicher Zeitstellung. | D-2-7344-0191 |      |
| Altenmarkt (Standort)            | Siedlung vor- und frühgeschichtlicher Zeitstellung. | D-2-7344-0194 |      |
| Altenmarkt (Standort)            | Siedlung vor- und frühgeschichtlicher Zeitstellung. | D-2-7344-0195 |      |
| Altenmarkt (Standort)            | Bestattungsplatz der Münchshöfener Gruppe, Siedlung der Linearbandkeramik, der Stichbandkeramik, der Münchshöfener Gruppe, der frühen und mittleren Bronzezeit sowie der mittleren bis späten Latènezeit. | D-2-7344-0197 |      |
| Altenmarkt (Standort)            | Siedlung der Linearbandkeramik, der Hallstatt- und Latènezeit. | D-2-7344-0285 |      |
| Altenmarkt (Standort)            | Untertägige mittelalterliche und frühneuzeitliche Befunde im Bereich des ehemaligen Prämonstratenserklosters Altenmarkt (später Damenstift) und der Katholischen Klosterkirche St. Margaretha sowie Siedlung der frühen Bronzezeit. Siehe auch: Kloster Osterhofen | D-2-7344-0287 |      |
| Altenmarkt (Standort)            | Untertägige mittelalterliche und frühneuzeitliche Befunde im Bereich des Kirchhofes und der Katholischen Kirche St. Martin in Altenmarkt. Siehe auch: St. Martin (Altenmarkt) | D-2-7344-0288 |      |
| Altenmarkt (Standort)            | Siedlung der Urnenfelderzeit und der römischen Kaiserzeit. | D-2-7344-0382 |      |
| Altenmarkt (Standort)            | Untertägige frühneuzeitliche Befunde im Bereich der katholischen Kirche Maria Zuflucht der Sünder (Frauenkapelle) in Altenmarkt. | D-2-7344-0391 |      |
| Altenmarkt (Standort)            | Untertägige mittelalterliche und frühneuzeitliche Befunde im Bereich des Kirchhofes und der Katholischen Kirche St. Michael in Arbing. Siehe auch: St. Michael (Arbing) | D-2-7344-0392 |      |
| Altenmarkt (Standort)            | Bestattungsplatz der mittleren Latènezeit. | D-2-7344-0393 |      |
| Altenmarkt (Standort)            | Siedlung des Mittelneolithikums, unter anderem der Stichbandkeramik. | D-2-7344-0400 |      |
| Altenmarkt (Standort)            | Siedlung des Mittelneolithikums, unter anderem der Stichbandkeramik. | D-2-7344-0400 |      |
| Altenmarkt (Standort)            | Verebnete Viereckschanze der späten Latènezeit. | D-2-7344-0401 |      |
| Altenmarkt Osterhofen (Standort) | Siedlung des Jung- und Spätneolithikums (Münchshöfener und Badener Kultur), der frühen Bronzezeit, der Hallstatt- und (späten) Latènezeit. Gräber des Endneolithikums (Schnurkeramik, Glockenbecher). | D-2-7344-0402 |      |

### Bodendenkmäler in der Gemarkung Anning
| Lage                         | Objekt | Akten-Nr.     | Bild |
| ---------------------------- | --- | ------------- | ---- |
| Anning (Standort)            | Verebnete Grabhügel vorgeschichtlicher Zeitstellung. | D-2-7343-0138 |      |
| Anning (Standort)            | Grabhügel vorgeschichtlicher Zeitstellung, unter anderem der mittleren Bronzezeit. | D-2-7343-0168 |      |
| Anning (Standort)            | Grabhügel vorgeschichtlicher Zeitstellung. | D-2-7343-0169 |      |
| Anning (Standort)            | Grabhügel vorgeschichtlicher Zeitstellung. | D-2-7343-0170 |      |
| Anning (Standort)            | Grabhügel vorgeschichtlicher Zeitstellung. | D-2-7343-0171 |      |
| Anning (Standort)            | Grabhügel vorgeschichtlicher Zeitstellung. | D-2-7343-0172 |      |
| Anning (Standort)            | Grabhügel vorgeschichtlicher Zeitstellung. | D-2-7343-0173 |      |
| Anning (Standort)            | Grabhügel vorgeschichtlicher Zeitstellung. | D-2-7343-0174 |      |
| Anning (Standort)            | Grabhügel vorgeschichtlicher Zeitstellung. | D-2-7343-0175 |      |
| Anning (Standort)            | Siedlung der Linear- und Stichbandkeramik, der Gruppe Oberlauterbach und der Rössener Kultur. | D-2-7343-0177 |      |
| Anning (Standort)            | Siedlung der Stichbandkeramik und der Münchshöfener Gruppe. | D-2-7343-0178 |      |
| Anning (Standort)            | Siedlung des Neolithikums, unter anderem der Linearbandkeramik und des Mittelneolithikums, allgemein vorgeschichtlicher Zeitstellung und des frühen Mittelalters. | D-2-7343-0179 |      |
| Anning (Standort)            | Siedlung des Spätneolithikums und der mittleren Bronzezeit. | D-2-7343-0180 |      |
| Anning (Standort)            | Siedlung des Neolithikums, unter anderem der Linearbandkeramik, der frühen Bronzezeit sowie der Urnenfelderzeit, verebnetes Grabenwerk der Hallstattzeit, Brandgräber und Gebäude der mittleren römischen Kaiserzeit. | D-2-7343-0181 |      |
| Anning (Standort)            | Siedlung bzw. Bestattungsplatz der mittleren bis späten Bronzezeit. | D-2-7343-0182 |      |
| Anning (Standort)            | Siedlung der Linear- und Stichbandkeramik, der Gruppe Oberlauterbach, des Spätneolithikums, unter anderem der Münchshöfener Gruppe und der Münchshöfen-Fazies Wallerfing, der frühen und mittleren Bronzezeit, allgemein der Metallzeiten, unter anderem der Bronzezeit oder Urnenfelderzeit, der Latènezeit, allgemein vor- und frühgeschichtlicher sowie mittelalterlich-neuzeitlicher Zeitstellung. | D-2-7343-0183 |      |
| Anning (Standort)            | Siedlung des Neolithikums, unter anderem der Linearbandkeramik sowie des Mittelneolithikums, unter anderem der Stichbandkeramik. | D-2-7343-0184 |      |
| Anning (Standort)            | Siedlung des Neolithikums, unter anderem der Linearbandkeramik und der Chamer Gruppe, sowie der Bronzezeit. | D-2-7343-0185 |      |
| Anning (Standort)            | Siedlung vor- und frühgeschichtlicher Zeitstellung. | D-2-7343-0188 |      |
| Anning (Standort)            | Siedlung vorgeschichtlicher Zeitstellung, unter anderem des Neolithikums, der Münchshöfener Gruppe, der Bronzezeit und der Latènezeit. | D-2-7343-0189 |      |
| Anning (Standort)            | Siedlung vor- und frühgeschichtlicher Zeitstellung. | D-2-7343-0190 |      |
| Anning (Standort)            | Siedlung vorgeschichtlicher, unter anderem neolithischer Zeitstellung. | D-2-7343-0191 |      |
| Anning (Standort)            | Siedlung und Brandgräber vor- und frühgeschichtlicher Zeitstellung. | D-2-7343-0192 |      |
| Anning (Standort)            | Siedlung vor- und frühgeschichtlicher Zeitstellung. | D-2-7343-0193 |      |
| Anning (Standort)            | Siedlung und Brandgräber vor- und frühgeschichtlicher Zeitstellung. | D-2-7343-0194 |      |
| Anning (Standort)            | Siedlung vor- und frühgeschichtlicher Zeitstellung. | D-2-7343-0195 |      |
| Anning (Standort)            | Siedlung vor- und frühgeschichtlicher Zeitstellung. | D-2-7343-0196 |      |
| Anning (Standort)            | Siedlung vor- und frühgeschichtlicher Zeitstellung. | D-2-7343-0197 |      |
| Anning (Standort)            | Siedlung vor- und frühgeschichtlicher Zeitstellung. | D-2-7343-0198 |      |
| Anning (Standort)            | Siedlung vor- und frühgeschichtlicher Zeitstellung. | D-2-7343-0199 |      |
| Anning (Standort)            | Verebnete Grabhügel vorgeschichtlicher Zeitstellung. | D-2-7343-0200 |      |
| Anning (Standort)            | Siedlung des Neolithikums, unter anderem der Münchshöfener Gruppe. | D-2-7343-0379 |      |
| Anning (Standort)            | Körpergräber des frühen Mittelalters sowie untertägige mittelalterliche und frühneuzeitliche Befunde und hochmittelalterlicher Niederadelssitz im Bereich der Katholischen Kirche St. Andreas in Eschlbach. Siehe auch: St. Andreas (Eschlbach) | D-2-7343-0399 |      |
| Anning (Standort)            | Siedlung des Neolithikums. | D-2-7343-0426 |      |
| Anning Osterhofen (Standort) | Grabhügel vorgeschichtlicher Zeitstellung. | D-2-7343-0483 |      |

### Bodendenkmäler in der Gemarkung Galgweis
| Lage                | Objekt | Akten-Nr.     | Bild |
| ------------------- | --- | ------------- | ---- |
| Galgweis (Standort) | Burgstall des Mittelalters und der frühen Neuzeit (ehemalige Schloss Oberndorf). Siehe auch: Schloss Oberndorf (Osterhofen)                                                                                         | D-2-7344-0198 |      |
| Galgweis (Standort) | Siedlung des Neolithikums, unter anderem der Linear- und Stichbandkeramik/Gruppe Oberlauterbach, sowie der Metallzeiten, unter anderem der Bronzezeit.                                                              | D-2-7344-0199 |      |
| Galgweis (Standort) | Siedlung der Linearbandkeramik, der Münchshöfener Gruppe, der Bronzezeit, Urnenfelder-, Hallstatt- und Latènezeit.                                                                                                  | D-2-7344-0200 |      |
| Galgweis (Standort) | Siedlung des Neolithikums, der Bronzezeit und der Urnenfelderzeit. | D-2-7344-0201 |      |
| Galgweis (Standort) | Verebnetes Grabenwerk mit drei Gräben vor- und frühgeschichtlicher Zeitstellung, Siedlung der Urnenfelder-, Hallstatt- und Latènezeit sowie des frühen Mittelalters, Bestattungsplatz der Latènezeit.               | D-2-7344-0202 |      |
| Galgweis (Standort) | Siedlung der Linear- und Stichbandkeramik sowie der Gruppe Oberlauterbach. | D-2-7344-0203 |      |
| Galgweis (Standort) | Brandgräber mit verebneten Kreisgräben vor- und frühgeschichtlicher Zeitstellung. | D-2-7344-0204 |      |
| Galgweis (Standort) | Verebnete Grabhügel vorgeschichtlicher Zeitstellung. | D-2-7344-0205 |      |
| Galgweis (Standort) | Siedlungen des Mittelneolithikums (Stichbandkeramik, Gruppe Oberlauterbach, Münchshöfener Gruppe), des Jungneolithikums (Altheimer Gruppe), der Bronzezeit und Urnenfelderzeit sowie der Hallstatt- und Latènezeit. | D-2-7344-0240 |      |
| Galgweis (Standort) | Untertägige mittelalterliche und frühneuzeitliche Befunde im Bereich des Kirchhofes und der Katholischen Pfarrkirche St. Petrus und Paulus in Galgweis. Siehe auch: St. Petrus und Paulus (Galgweis)                | D-2-7344-0290 |      |
| Galgweis (Standort) | Siedlung des Neolithikums. | D-2-7344-0316 |      |
| Galgweis (Standort) | Siedlung vorgeschichtlicher Zeitstellung. | D-2-7344-0394 |      |

### Bodendenkmäler in der Gemarkung Gergweis
| Lage                | Objekt | Akten-Nr.     | Bild |
| ------------------- | --- | ------------- | ---- |
| Gergweis (Standort) | Grabhügel vorgeschichtlicher Zeitstellung. | D-2-7343-0201 |      |
| Gergweis (Standort) | Grabhügel vorgeschichtlicher Zeitstellung. | D-2-7343-0203 |      |
| Gergweis (Standort) | Grabhügel vorgeschichtlicher Zeitstellung. | D-2-7343-0204 |      |
| Gergweis (Standort) | Siedlung der Stichbandkeramik, der Bronzezeit bzw. Urnenfelderzeit, der Urnenfelderzeit und der Hallstattzeit. | D-2-7343-0205 |      |
| Gergweis (Standort) | Siedlung der Hallstatt- und Latènezeit. | D-2-7343-0206 |      |
| Gergweis (Standort) | Verebneter Turmhügel des Mittelalters. | D-2-7343-0209 |      |
| Gergweis (Standort) | Siedlung vor- und frühgeschichtlicher Zeitstellung. | D-2-7343-0210 |      |
| Gergweis (Standort) | Siedlung der Linearbandkeramik, des Mittel- und Jungneolithikums, der späten Bronzezeit, der späten Latènezeit und des frühen Mittelalters. Grabenwerk des Mittelneolithikums. Bestattungsplatz der mittleren römischen Kaiserzeit. | D-2-7343-0214 |      |
| Gergweis (Standort) | Untertägige mittelalterliche und frühneuzeitliche Befunde im Bereich des Kirchhofes und der Katholischen Pfarrkirche Mariae Verkündigung in Gergweis. Siehe auch: Mariä Verkündigung (Gergweis)                                     | D-2-7343-0395 |      |
| Gergweis (Standort) | Siedlung der Stichbandkeramik. | D-2-7343-0429 |      |
| Gergweis (Standort) | Grabhügel vorgeschichtlicher Zeitstellung. | D-2-7344-0206 |      |

### Bodendenkmäler in der Gemarkung Göttersdorf
| Lage                   | Objekt | Akten-Nr.     | Bild           |
| ---------------------- | --- | ------------- | -------------- |
| Göttersdorf (Standort) | Siedlung des Neolithikums, der Hallstatt- und Latènezeit. | D-2-7343-0027 |                |
| Göttersdorf (Standort) | Grabhügel vorgeschichtlicher Zeitstellung. | D-2-7343-0211 |                |
| Göttersdorf (Standort) | Untertägige mittelalterliche und frühneuzeitliche Befunde im Bereich des ehemaligen Schlosses Göttersdorf und der Schloss- bzw. Burgkapelle St. Georg. Siehe auch: Turmhügel Göttersdorf | D-2-7343-0212 | weitere Bilder |
| Göttersdorf (Standort) | Siedlung der Bronzezeit, Hallstatt- und Latènezeit. | D-2-7343-0215 |                |
| Göttersdorf (Standort) | Siedlung der Urnenfelder- und Latènezeit sowie des frühen Mittelalters. | D-2-7343-0216 |                |
| Göttersdorf (Standort) | Siedlung vor- und frühgeschichtlicher Zeitstellung. | D-2-7343-0217 |                |
| Göttersdorf (Standort) | Siedlung vor- und frühgeschichtlicher Zeitstellung. | D-2-7343-0218 |                |
| Göttersdorf (Standort) | Siedlung vor- und frühgeschichtlicher Zeitstellung. | D-2-7343-0219 |                |
| Göttersdorf (Standort) | Siedlung vor- und frühgeschichtlicher Zeitstellung. | D-2-7343-0220 |                |
| Göttersdorf (Standort) | Teilstück einer ehemaligen Straße vor- und frühgeschichtlicher bzw.mittelalterlich-neuzeitlicher Zeitstellung.                                                                           | D-2-7343-0221 |                |
| Göttersdorf (Standort) | Siedlung und verebnete Grabhügel vor- und frühgeschichtlicher Zeitstellung. | D-2-7343-0222 |                |
| Göttersdorf (Standort) | Grabhügel vorgeschichtlicher Zeitstellung. | D-2-7343-0224 |                |
| Göttersdorf (Standort) | Untertägige mittelalterliche und frühneuzeitliche Befunde im Bereich der ;Katholischen Pfarrkirche St. Vitus in Willing. Siehe auch: St. Vitus (Willing)                                 | D-2-7343-0384 |                |
| Göttersdorf (Standort) | Bestattungsplatz vor- und frühgeschichtlicher Zeitstellung. | D-2-7343-0471 |                |

### Bodendenkmäler in der Gemarkung Kirchdorf b.Osterhofen
| Lage                              | Objekt | Akten-Nr.     | Bild |
| --------------------------------- | --- | ------------- | ---- |
| Kirchdorf b.Osterhofen (Standort) | Siedlung der Hallstattzeit. | D-2-7343-0226 |      |
| Kirchdorf b.Osterhofen (Standort) | Siedlung der Linear- und Stichbandkeramik, der Münchshöfener Gruppe und der mittleren Bronzezeit. | D-2-7343-0227 |      |
| Kirchdorf b.Osterhofen (Standort) | Siedlung vor- und frühgeschichtlicher Zeitstellung. | D-2-7343-0229 |      |
| Kirchdorf b.Osterhofen (Standort) | Verebnete Grabhügel vorgeschichtlicher Zeitstellung. | D-2-7343-0230 |      |
| Kirchdorf b.Osterhofen (Standort) | Verebnete Grabhügel vorgeschichtlicher Zeitstellung. | D-2-7343-0232 |      |
| Kirchdorf b.Osterhofen (Standort) | Verebneter Grabhügel vorgeschichtlicher Zeitstellung. | D-2-7343-0233 |      |
| Kirchdorf b.Osterhofen (Standort) | Verebnete Grabhügel vorgeschichtlicher Zeitstellung. | D-2-7343-0234 |      |
| Kirchdorf b.Osterhofen (Standort) | Verebnete Grabhügel vorgeschichtlicher Zeitstellung. | D-2-7343-0235 |      |
| Kirchdorf b.Osterhofen (Standort) | Siedlung der späten Latènezeit. | D-2-7343-0377 |      |
| Kirchdorf b.Osterhofen (Standort) | Untertägige mittelalterliche und frühneuzeitliche Befunde im Bereich des Kirchhofes und der Katholischen Pfarrkirche Mariae Geburt in Kirchdorf bei Osterhofen. Siehe auch: Mariä Geburt (Kirchdorf) | D-2-7343-0383 |      |
| Kirchdorf b.Osterhofen (Standort) | Siedlung des Jungneolithikums (Münchshöfener Gruppe) und der frühen Latènezeit. | D-2-7343-0428 |      |

### Bodendenkmäler in der Gemarkung Künzing
| Lage               | Objekt | Akten-Nr.     | Bild |
| ------------------ | --- | ------------- | ---- |
| Künzing (Standort) | Befestigte Siedlung und Kreisgrabenanlage des Mittelneolithikums (Stichbandkeramik/Gruppe Oberlauterbach). | D-2-7344-0017 |      |
| Künzing (Standort) | Siedlung der Hallstattzeit und Latènezeit.                                                                 | D-2-7344-0035 |      |

### Bodendenkmäler in der Gemarkung Langenamming
| Lage                    | Objekt | Akten-Nr.     | Bild |
| ----------------------- | --- | ------------- | ---- |
| Langenamming (Standort) | Grabhügel vorgeschichtlicher Zeitstellung, unter anderem der mittleren Bronzezeit. | D-2-7343-0236 |      |
| Langenamming (Standort) | Grabhügel vorgeschichtlicher Zeitstellung. | D-2-7343-0237 |      |
| Langenamming (Standort) | Grabhügel vorgeschichtlicher Zeitstellung. | D-2-7343-0238 |      |
| Langenamming (Standort) | Grabhügel vorgeschichtlicher Zeitstellung. | D-2-7343-0240 |      |
| Langenamming (Standort) | Grabhügel vorgeschichtlicher Zeitstellung. | D-2-7343-0241 |      |
| Langenamming (Standort) | Grabhügel vorgeschichtlicher Zeitstellung. | D-2-7343-0242 |      |
| Langenamming (Standort) | Grabhügel vorgeschichtlicher Zeitstellung. | D-2-7343-0243 |      |
| Langenamming (Standort) | Grabhügel vorgeschichtlicher Zeitstellung. | D-2-7343-0244 |      |
| Langenamming (Standort) | Grabhügel vorgeschichtlicher Zeitstellung. | D-2-7343-0245 |      |
| Langenamming (Standort) | Siedlung der Münchshöfener Gruppe und der späten Latènezeit. | D-2-7343-0246 |      |
| Langenamming (Standort) | Siedlung der Münchshöfener Gruppe. | D-2-7343-0247 |      |
| Langenamming (Standort) | Siedlung der Urnenfelderzeit. | D-2-7343-0248 |      |
| Langenamming (Standort) | Siedlung der Linear- und Stichbandkeramik, der Gruppe Oberlauterbach und der späten Latènezeit. | D-2-7343-0249 |      |
| Langenamming (Standort) | Siedlung der Gruppe Oberlauterbach und der Latènezeit. | D-2-7343-0250 |      |
| Langenamming (Standort) | Siedlung des Mittelneolithikums mit Grabenwerk mit zwei Gräben und Kreisgrabenanlage mit drei Gräben, Siedlung der Linear- und Stichbandkeramik, der Gruppe Oberlauterbach und der Latènezeit, verebnetes viereckiges Grabenwerk der Hallstattzeit. | D-2-7343-0251 |      |
| Langenamming (Standort) | Siedlung vor- und frühgeschichtlicher Zeitstellung. | D-2-7343-0253 |      |
| Langenamming (Standort) | Siedlung der Stichbandkeramik, der Münchshöfener Gruppe mit Gräbern und der Bronzezeit. | D-2-7343-0254 |      |
| Langenamming (Standort) | Siedlung der Stichbandkeramik/Gruppe Oberlauterbach und der späten Latènezeit. | D-2-7343-0255 |      |
| Langenamming (Standort) | Siedlung vor- und frühgeschichtlicher Zeitstellung. | D-2-7343-0256 |      |
| Langenamming (Standort) | Verebneter Grabhügel vorgeschichtlicher Zeitstellung. | D-2-7343-0257 |      |
| Langenamming (Standort) | Verebneter Grabhügel vorgeschichtlicher Zeitstellung. | D-2-7343-0258 |      |
| Langenamming (Standort) | Siedlung vor- und frühgeschichtlicher sowie neolithischer Zeitstellung, unter anderem der Münchshöfener Gruppe. | D-2-7343-0262 |      |
| Langenamming (Standort) | Siedlung vor- und frühgeschichtlicher Zeitstellung. | D-2-7343-0263 |      |
| Langenamming (Standort) | Siedlung und verebnetes viereckiges Grabenwerk vor- und frühgeschichtlicher Zeitstellung. | D-2-7343-0264 |      |
| Langenamming (Standort) | Siedlung vor- und frühgeschichtlicher Zeitstellung. | D-2-7343-0267 |      |
| Langenamming (Standort) | Siedlung vor- und frühgeschichtlicher Zeitstellung. | D-2-7343-0268 |      |
| Langenamming (Standort) | Verebneter Grabhügel vorgeschichtlicher Zeitstellung. | D-2-7343-0269 |      |
| Langenamming (Standort) | Verebnete Grabhügel vorgeschichtlicher Zeitstellung. | D-2-7343-0270 |      |
| Langenamming (Standort) | Verebneter Grabhügel vorgeschichtlicher Zeitstellung. | D-2-7343-0271 |      |
| Langenamming (Standort) | Siedlung vor- und frühgeschichtlicher Zeitstellung. | D-2-7343-0273 |      |
| Langenamming (Standort) | Verebnete Grabhügel vorgeschichtlicher Zeitstellung. | D-2-7343-0274 |      |
| Langenamming (Standort) | Siedlung der Münchshöfener Kultur. | D-2-7343-0478 |      |
| Langenamming (Standort) | Verebnetes Grabenwerk und Siedlung der Linearbandkeramik, Siedlung der Stichbandkeramik, der Gruppe Oberlauterbach, der Münchshöfener und Altheimer Gruppe.                                                                                         | D-2-7344-0207 |      |
| Langenamming (Standort) | Siedlung des Neolithikums und verebnetes Grabenwerk vor- und frühgeschichtlicher Zeitstellung. | D-2-7344-0209 |      |
| Langenamming (Standort) | Siedlung der Linear- und Stichbandkeramik, der Gruppe Oberlauterbach, der Münchshöfener und Altheimer Gruppe sowie der späten Latènezeit. | D-2-7344-0210 |      |
| Langenamming (Standort) | Siedlung und verebnete Abschnittsbefestigung vor- und frühgeschichtlicher Zeitstellung, Siedlung der Gruppe Oberlauterbach, der Urnenfelderzeit, der späten Hallstatt- oder frühen Latènezeit sowie allgemein metallzeitlicher Zeitstellung.        | D-2-7344-0212 |      |
| Langenamming (Standort) | Siedlung metallzeitlicher Zeitstellung, unter anderem der Urnenfelder- und Latènezeit, Villa rustica der römischen Kaiserzeit. | D-2-7344-0213 |      |
| Langenamming (Standort) | Siedlung der Altheimer Gruppe, der Glockenbecherkultur und der Urnenfelderzeit. | D-2-7344-0214 |      |
| Langenamming (Standort) | Siedlung vorgeschichtlicher Zeitstellung, der römischen Kaiserzeit und des Mittelalters. | D-2-7344-0215 |      |
| Langenamming (Standort) | Verebnete Grabhügel vorgeschichtlicher Zeitstellung. | D-2-7344-0217 |      |
| Langenamming (Standort) | Siedlung vor- und frühgeschichtlicher Zeitstellung. | D-2-7344-0218 |      |
| Langenamming (Standort) | Siedlung und verebneter Graben eines Grabenwerkes vor- und frühgeschichtlicher Zeitstellung sowie verebneter vorgeschichtlicher Grabhügel mit Kreisgraben.                                                                                          | D-2-7344-0219 |      |
| Langenamming (Standort) | Verebnete Grabhügel vorgeschichtlicher Zeitstellung. | D-2-7344-0221 |      |
| Langenamming (Standort) | Siedlung vor- und frühgeschichtlicher Zeitstellung. | D-2-7344-0222 |      |
| Langenamming (Standort) | Siedlung vor- und frühgeschichtlicher Zeitstellung. | D-2-7344-0224 |      |
| Langenamming (Standort) | Verebnete Grabhügel vorgeschichtlicher und Siedlung vor- und frühgeschichtlicher Zeitstellung. | D-2-7344-0226 |      |
| Langenamming (Standort) | Siedlung vor- und frühgeschichtlicher Zeitstellung, unter anderem des Jungneolithikums (Münchshöfener Gruppe) und der späten Bronzezeit. | D-2-7344-0227 |      |
| Langenamming (Standort) | Verebnete Grabhügel vorgeschichtlicher Zeitstellung. | D-2-7344-0229 |      |
| Langenamming (Standort) | Verebnete Grabhügel vorgeschichtlicher Zeitstellung. | D-2-7344-0230 |      |
| Langenamming (Standort) | Siedlung vor- und frühgeschichtlicher Zeitstellung. | D-2-7344-0231 |      |
| Langenamming (Standort) | Siedlung vor- und frühgeschichtlicher Zeitstellung, unter anderem des Neolithikums bzw. der Bronzezeit, sowie verebnete Grabhügel vorgeschichtlicher Zeitstellung.                                                                                  | D-2-7344-0232 |      |
| Langenamming (Standort) | Siedlung vor- und frühgeschichtlicher Zeitstellung. | D-2-7344-0233 |      |
| Langenamming (Standort) | Siedlung vorgeschichtlicher Zeitstellung. | D-2-7344-0315 |      |

### Bodendenkmäler in der Gemarkung Niedermünchsdorf
| Lage                        | Objekt | Akten-Nr.     | Bild |
| --------------------------- | --- | ------------- | ---- |
| Niedermünchsdorf (Standort) | Siedlung vor- und frühgeschichtlicher Zeitstellung. | D-2-7243-0138 |      |
| Niedermünchsdorf (Standort) | Siedlung des Neolithikums, unter anderem des Spätneolithikums (Altheimer Gruppe).                                                                                                | D-2-7243-0217 |      |
| Niedermünchsdorf (Standort) | Siedlung der Bronzezeit bis Urnenfelderzeit sowie des älteren Mittelalters, Körpergräber vor- und frühgeschichtlicher Zeitstellung und des frühen Mittelalters.                  | D-2-7243-0219 |      |
| Niedermünchsdorf (Standort) | Siedlung vor- und frühgeschichtlicher Zeitstellung. | D-2-7243-0220 |      |
| Niedermünchsdorf (Standort) | Siedlung vor- und frühgeschichtlicher Zeitstellung. | D-2-7243-0222 |      |
| Niedermünchsdorf (Standort) | Siedlung vor- und frühgeschichtlicher Zeitstellung. | D-2-7243-0237 |      |
| Niedermünchsdorf (Standort) | Siedlung vor- und frühgeschichtlicher Zeitstellung, unter anderem der Münchshöfener Gruppe.                                                                                      | D-2-7244-0080 |      |
| Niedermünchsdorf (Standort) | Siedlung vor- und frühgeschichtlicher Zeitstellung. | D-2-7244-0110 |      |
| Niedermünchsdorf (Standort) | Siedlung vor- und frühgeschichtlicher Zeitstellung. | D-2-7244-0111 |      |
| Niedermünchsdorf (Standort) | Siedlung des Neolithikums. | D-2-7244-0112 |      |
| Niedermünchsdorf (Standort) | Untertägige mittelalterliche und frühneuzeitliche Befunde im Bereich der Katholischen Filialkirche St. Hippolyt in Niedermünchsdorf. Siehe auch: St. Hippolyt (Niedermünchsdorf) | D-2-7244-0146 |      |
| Niedermünchsdorf (Standort) | Siedlung der frühen Bronzezeit. | D-2-7244-0199 |      |

### Bodendenkmäler in der Gemarkung Osterhofen
| Lage                  | Objekt | Akten-Nr.     | Bild |
| --------------------- | --- | ------------- | ---- |
| Osterhofen (Standort) | Verebnetes viereckiges Grabenwerk vor- und frühgeschichtlicher Zeitstellung (mittelalterlicher Burgstall). | D-2-7244-0113 |      |
| Osterhofen (Standort) | Körpergräber des frühen Mittelalters. | D-2-7244-0136 |      |
| Osterhofen (Standort) | Untertägige mittelalterliche und frühneuzeitliche Befunde im Bereich des historischen Marktkernes von Osterhofen. | D-2-7244-0139 |      |
| Osterhofen (Standort) | Untertägige mittelalterliche und frühneuzeitliche Befunde im Bereich des ehemaligen Spitals und der ehemalige Spitalkirche St. Antonius bzw. der bestehenden Katholischen Stadtpfarrkirche St. Georg und Heilig-Kreuz-Auffindung in Osterhofen. | D-2-7244-0140 |      |
| Osterhofen (Standort) | Untertägige mittelalterliche und frühneuzeitliche Befunde im Bereich der abgegangenen Stadttore von Osterhofen. | D-2-7244-0214 |      |
| Osterhofen (Standort) | Siedlung vorgeschichtlicher Zeitstellung, unter anderem der Bronzezeit. | D-2-7244-0216 |      |

### Bodendenkmäler in der Gemarkung Ottmaring
| Lage                 | Objekt                                               | Akten-Nr.     | Bild |
| -------------------- | ---------------------------------------------------- | ------------- | ---- |
| Ottmaring (Standort) | Verebnete Grabhügel vorgeschichtlicher Zeitstellung. | D-2-7343-0146 |      |

### Bodendenkmäler in der Gemarkung Ramsdorf
| Lage                | Objekt                                              | Akten-Nr.     | Bild |
| ------------------- | --------------------------------------------------- | ------------- | ---- |
| Ramsdorf (Standort) | Grabhügel vorgeschichtlicher Zeitstellung.          | D-2-7343-0176 |      |
| Ramsdorf (Standort) | Siedlung der Urnenfelder- oder Hallstattzeit.       | D-2-7343-0316 |      |
| Ramsdorf (Standort) | Siedlung vor- und frühgeschichtlicher Zeitstellung. | D-2-7343-0317 |      |

### Bodendenkmäler in der Gemarkung Reichstorf
| Lage                  | Objekt                                     | Akten-Nr.     | Bild |
| --------------------- | ------------------------------------------ | ------------- | ---- |
| Reichstorf (Standort) | Grabhügel vorgeschichtlicher Zeitstellung. | D-2-7343-0019 |      |

### Bodendenkmäler in der Gemarkung Wisselsing
| Lage                  | Objekt | Akten-Nr.     | Bild |
| --------------------- | --- | ------------- | ---- |
| Wisselsing (Standort) | Verebnete Befestigung mit zwei Gräben der Altheimer Gruppe. | D-2-7243-0223 |      |
| Wisselsing (Standort) | Siedlung der Urnenfelderzeit. | D-2-7243-0224 |      |
| Wisselsing (Standort) | Siedlung der Altheimer Gruppe, der Latènezeit und der römischen Kaiserzeit, verebnetes Grabenwerk vor- und frühgeschichtlicher Zeitstellung. | D-2-7243-0225 |      |
| Wisselsing (Standort) | Siedlung der Urnenfelder- oder Hallstattzeit und der Hallstattzeit. | D-2-7243-0227 |      |
| Wisselsing (Standort) | Siedlung des Neolithikums, unter anderem der Münchshöfener Gruppe. | D-2-7243-0228 |      |
| Wisselsing (Standort) | Siedlung vorgeschichtlicher Zeitstellung. | D-2-7243-0229 |      |
| Wisselsing (Standort) | Siedlung der Bronzezeit. | D-2-7243-0230 |      |
| Wisselsing (Standort) | Siedlung des Spätneolithikums. | D-2-7243-0231 |      |
| Wisselsing (Standort) | Siedlung vor- und frühgeschichtlicher Zeitstellung. | D-2-7243-0232 |      |
| Wisselsing (Standort) | Siedlung vor- und frühgeschichtlicher Zeitstellung. | D-2-7243-0234 |      |
| Wisselsing (Standort) | Siedlung vor- und frühgeschichtlicher Zeitstellung. | D-2-7243-0235 |      |
| Wisselsing (Standort) | Siedlung vor- und frühgeschichtlicher Zeitstellung. | D-2-7243-0236 |      |
| Wisselsing (Standort) | Siedlung vor- und frühgeschichtlicher Zeitstellung. | D-2-7243-0238 |      |
| Wisselsing (Standort) | Siedlung vor- und frühgeschichtlicher Zeitstellung. | D-2-7243-0239 |      |
| Wisselsing (Standort) | Siedlung vor- und frühgeschichtlicher Zeitstellung. | D-2-7243-0240 |      |
| Wisselsing (Standort) | Untertägige mittelalterliche und frühneuzeitliche Befunde und mittelalterlicher Niederadelssitz im Bereich des Kirchhofes und der Katholischen Pfarrkirche St. Peter und Paul in Wisselsing. Siehe auch: St. Peter und Paul (Wisselsing)            | D-2-7243-0415 |      |
| Wisselsing (Standort) | Siedlung der Münchshöfener Gruppe, der jüngeren Urnenfelderzeit und der Latènezeit. | D-2-7343-0276 |      |
| Wisselsing (Standort) | Verebnete Abschnittsbefestigung vor- und frühgeschichtlicher Zeitstellung, Siedlung der Gruppe Oberlauterbach, des Jungneolithikums, der Bronzezeit, der Urnenfelder-, Hallstatt- und Latènezeit, Körpergräber des frühen Mittelalters.             | D-2-7343-0277 |      |
| Wisselsing (Standort) | Siedlung der Hallstattzeit. | D-2-7343-0278 |      |
| Wisselsing (Standort) | Grabenwerk der späten Hallstatt- und frühen Latènezeit, Siedlung der Altheimer Gruppe, der Bronzezeit oder Urnenfelderzeit, der älteren Urnenfelderzeit und der mittleren bis späten Latènezeit, verebnetes Grabenwerk der Altheimer Gruppe.        | D-2-7343-0279 |      |
| Wisselsing (Standort) | Siedlung vorgeschichtlicher Zeitstellung. | D-2-7343-0280 |      |
| Wisselsing (Standort) | Verebnetes Grabenwerk vor- und frühgeschichtlicher Zeitstellung sowie Siedlung der Gruppe Oberlauterbach und metallzeitlicher Zeitstellung, unter anderem des Endneolithikums oder der frühen Bronzezeit, der Bronzezeit und der späten Latènezeit. | D-2-7343-0281 |      |
| Wisselsing (Standort) | Verebnete Grabhügel vorgeschichtlicher Zeitstellung. | D-2-7343-0282 |      |
| Wisselsing (Standort) | Verebnete Grabhügel vorgeschichtlicher Zeitstellung. | D-2-7343-0283 |      |
| Wisselsing (Standort) | Siedlung vor- und frühgeschichtlicher Zeitstellung. | D-2-7343-0284 |      |
| Wisselsing (Standort) | Siedlung vor- und frühgeschichtlicher Zeitstellung. | D-2-7343-0285 |      |
| Wisselsing (Standort) | Siedlung vor- und frühgeschichtlicher Zeitstellung. | D-2-7343-0286 |      |
| Wisselsing (Standort) | Siedlung der Gruppe Oberlauterbach, der Münchshöfener Gruppe und der späten Latènezeit. | D-2-7343-0287 |      |
| Wisselsing (Standort) | Siedlung vor- und frühgeschichtlicher Zeitstellung. | D-2-7343-0288 |      |
| Wisselsing (Standort) | Siedlung vor- und frühgeschichtlicher Zeitstellung. | D-2-7343-0291 |      |
| Wisselsing (Standort) | Siedlung vor- und frühgeschichtlicher Zeitstellung. | D-2-7343-0292 |      |
| Wisselsing (Standort) | Verebnete Grabhügel vorgeschichtlicher Zeitstellung. | D-2-7343-0293 |      |